# Glypta cornuta
Glypta cornuta là một loài tò vò trong họ Ichneumonidae.